# یخ (فیلم ۱۹۹۸)
«یخ» (انگلیسی: Ice (1998 film)) فیلمی در ژانر است که در سال ۱۹۹۸ منتشر شد.